# Mariensäule (Düsseldorf)

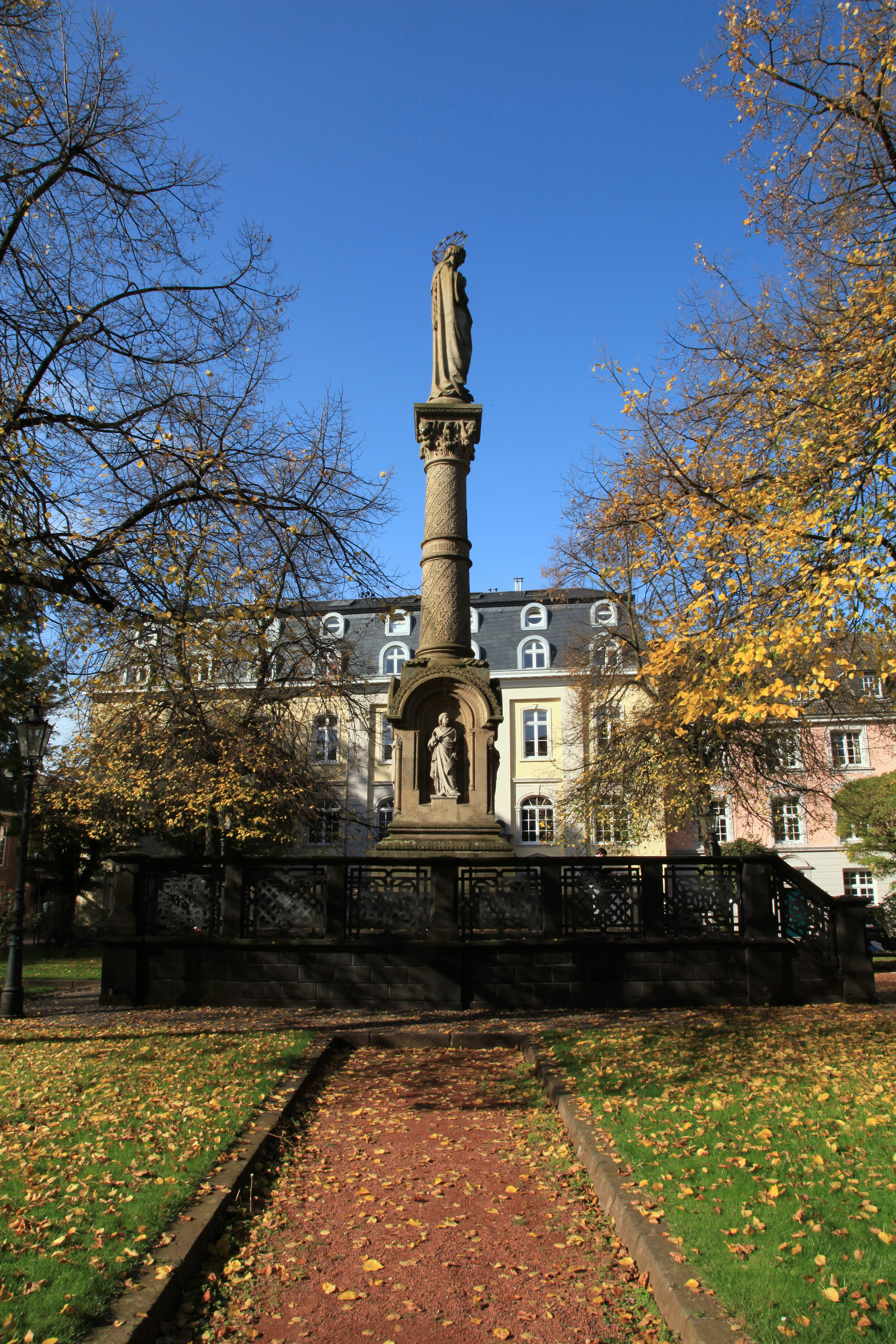
Mariensäule in der Gartenanlage am Maxplatz, Düsseldorf

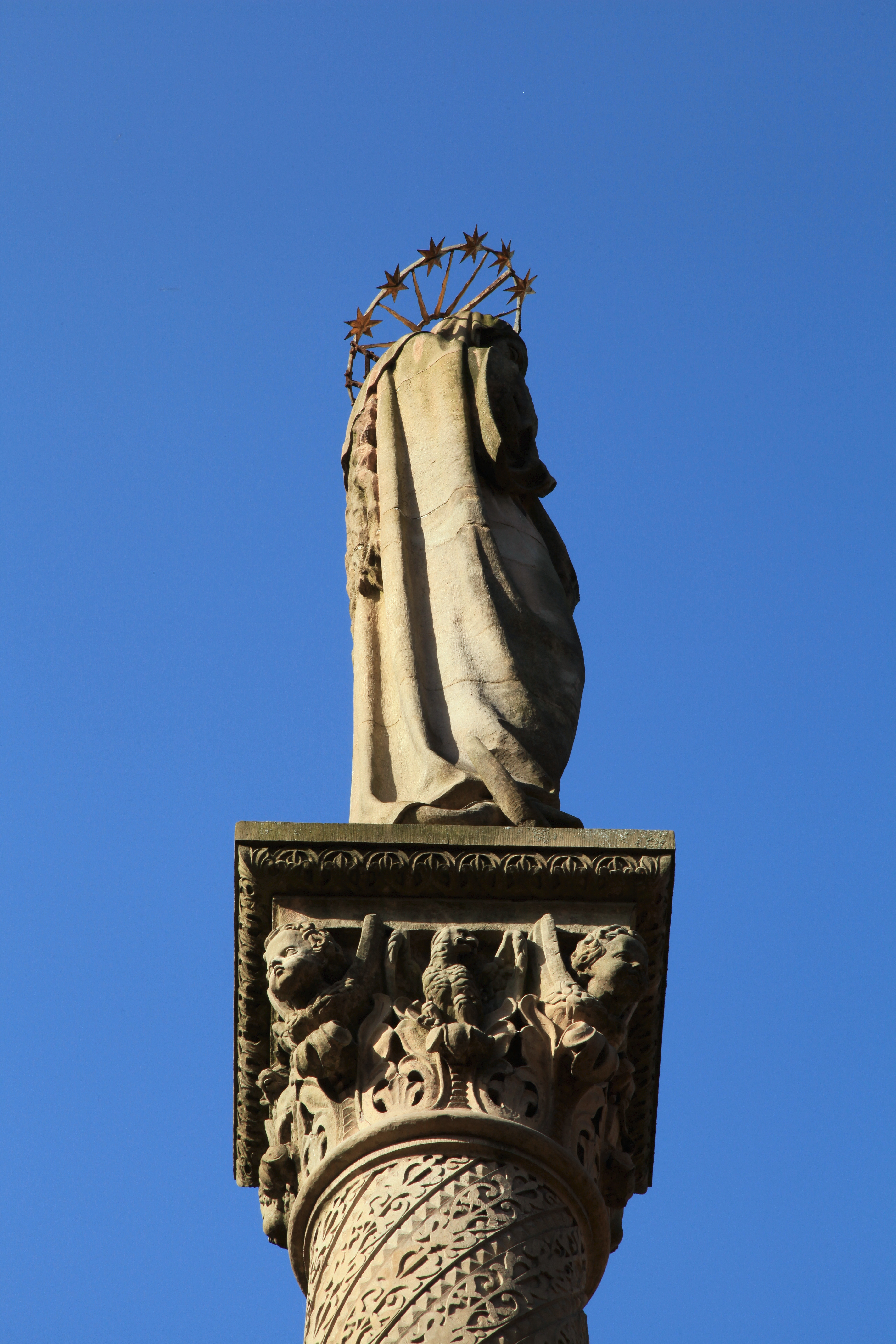
Marienstatue mit Sternengloriole auf dem Säulenkapitell

Die Mariensäule im Düsseldorfer Stadtteil Carlstadt ist eine neoromanische Säule mit einer Marienstatue auf ihrer Spitze. Sie steht auf einem Podest in einer kleinen, mit Rosen bepflanzten Gartenanlage und prägt den Maxplatz.

## Geschichte
Im Jahre 1854 verkündete Papst Pius IX. das Dogma von der Unbefleckten Empfängnis Mariens. Daraufhin wurde die Düsseldorfer Mariensäule als „einzige[s] religiöse[s] Denkmal des 19. Jahrhunderts in Düsseldorf“ in Auftrag gegeben. Im Jahre 1873 wurde sie schließlich errichtet und eingeweiht.

## Beschreibung
Über einem quadratischen Sockel, in dessen bogenförmig gerahmten Nischen Statuen der Propheten Jeremia, Daniel, Jesaja und Ezechiel stehen, erhebt sich eine runde Säule, die auf halber Höhe mit folgender lateinischer Inschrift versehen ist: „Sancta Maria sine labe concepta, ora pro nobis“ (Heilige Maria, ohne Erbschuld empfangen, bitte für uns). Die Inschrift gliedert den Säulenschaft in zwei Abschnitte, die jeweils durch ein Arabeskenmuster verziert sind. Auf dem Kapitell, das mit Mensch, Adler, Stier und Löwe als Hinweis auf die vier Evangelisten sowie mit Akanthusblättern und Engelsbüsten plastisch ausgebildet ist, steht eine Statue der Maria Immaculata. Zu Füßen der stehenden Madonna ist eine Mondsichel zu sehen. Das Haupt der Maria wird von einer Sternengloriole betont. Die Hände hat sie zum Zeichen ihrer Barmherzigkeit über ihrer Brust zusammengelegt.
Das Modell für die Säule schuf der Bildhauer Anton Josef Reiss; ausgeführt wurde sie von dem Bildhauer Gottfried Renn. Die Sockelinschrift lautet:

„Anton Joseph Reiss (Modell) 
 Gottfried Renn (Ausführung) 
 Mariensäule / 1872, Stein / Landeshauptstadt Düsseldorf“

Der Zimmermeister Bruckmann erbaute das Gerüst. Werkführer Peters, J. Biesenbach sowie die Bildhauer Reis und Gebrüder Rechmann hatten die Aufstellung übernommen.